# Witham-skjoldet
Witham-skjoldet er et bronzeskjold fra jernalderen, der er dekoreret i La Tène-stil. Det er dateret til 300-tallet .f.v.t, og blev fundet i floden Witham i nærheden af Washingborough og Fiskerton i Lincolnshire, England i 1826. Yderligere udgravninger på et nærliggende sted havde allerede afsløret pælemærker der blev fortolket som dæmningsvej, og der var fundet artefakter som sværd, spyd og dele af et menneskekranie med sværdfragment siddende i. Skjoldet er i dag udstillet på British Museum i London.
Det er 113 cm langt.